# Krall i Seidler

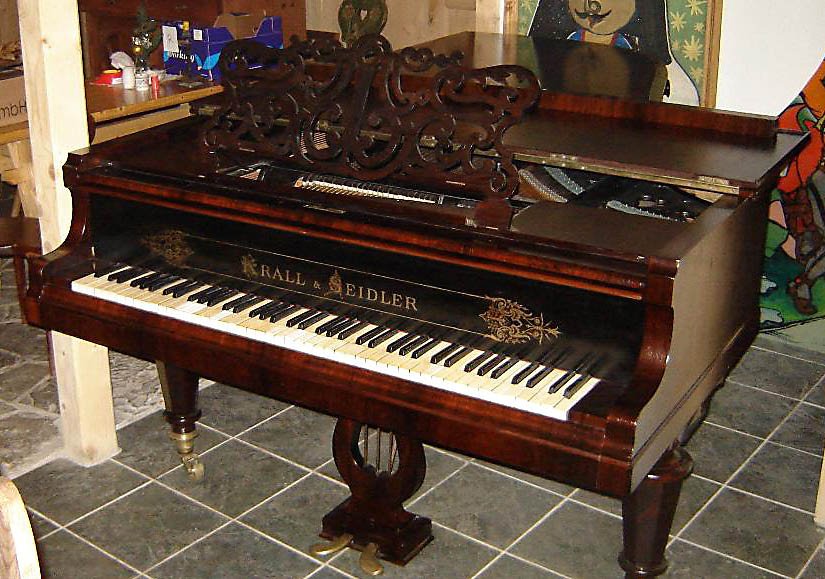
Fortepian Krall i Seidler

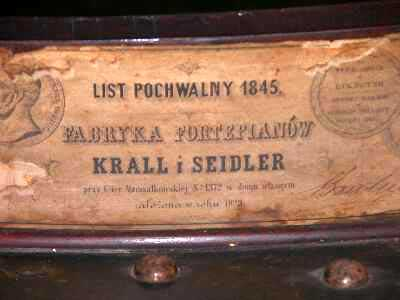
List pochwalny

Krall i Seidler – wytwórnia fortepianów i pianin działająca 1830—96 w Warszawie, ul. Krakowskie Przedmieście 391, od 1853 we własnym budynku fabrycznym, ul. Marszałkowska 1352. Założona przez byłych czeladników A. Leszczyńskiego, Józefa Seidlera i Antoniego Kralla.
Krall jako starszy czeladnik prowadził wytwórnie w czasie choroby pryncypała od końca 1829 aż do jego śmierci. Dlatego niekiedy rok ten uważa się za początek firmy. Wspólnicy zakupili na licytacji dużą część wyposażenia, zapasów materiałów i kilka niedokończonych instrumentów wytwórni Leszczyńskiego. Początkowo zatrudniali 12 pracowników. W 1836 zbudowali na zamówienie fortepian z przesuwaną klawiaturą transponującą, zakupioną m.in. przez płk. Politonów z Warszawy i Biema-ckiego z Lublina; 1841—42 budowali fortepiany z mechaniką wiedeńską J.B. Streichera, angielską, Pleyela, Érarda, z elastycznymi trzonkami młotków, z listwą naciskową i bez, z metalową listwą zaczepową i bez, pianina o klawiaturze 6 i 1/2 oktawy, instrumenty fornirowane palisandrem, mahoniem piramidą, drewnem „gesantinowym zeberholtz" zwanym, z ozdobnymi nogami, pedałami i antabami złoconymi. Przed 1848 zbudowali fortepian z klawiaturą pedałową. 
Na wystawie warszawskiej 1838 nagrodzeni medalem srebrnym I klasy. 1843 F. Liszt, po koncertach w Warszawie, do których spośród wielu instrumentów krajowych i zagranicznych wybrał fortepian Krall i Seidler, przesłał wytwórni list pochwalny. Na wystawie warszawskiej 1845 wspólnicy eksponowali fortepian 7-oktawowy z mechaniką systemu Érarda, ulepszoną, strunami przewleczonymi przez „muterki, zwane syrenami" (najprawdopodobniej chodzi o agrafy), fornirowany palisandrem i zdobiony płaskorzeźbami, nagrodzony pierwszym listem pochwalnym jako najlepszy, zakupiony przez namiestnika Królestwa za 950 rb. W 1846 fabryka liczyła ponad 30 osób, 1849 — 38 przy produkcji rocznej o wartości 24.000 rb. 1846 zakupili dom i plac przy ul. Marszałkowskiej 1352, na którym 1851 rozpoczęto budowę fabryki, w 1853 ukończono 3-piętrowy budynek z osobnymi pomieszczeniami dla warsztatów ślusarskich, tokarskich, lakierniczych, składów, magazynów, suszarni, sali koncertowej i in. Było to najnowocześniejsza wówczas fabryka fortepianów w Kongresówce, wyposażona m.in. w oświetlenie gazowe i windy towarowe. 1857 spółka zbudowała nowy, 2-piętrowy budynek o niewiadomym przeznaczeniu. 1856 załoga liczyła 52 osoby, produkcja roczna 120 instrumentów wartości 37.000 rb. Na wystawie warszawskiej 1857 nagrodzono medalem srebrnym I klasy fortepian K. i S. z mechaniką angielską, metalową strojnicą krytą fornirem i listwą naciskową. Firma zyskała uznanie S. Moniuszki, który posiadał jej instrument, a także ok. 1850—60 pośredniczył w sprzedaży fortepianów Krall i Seidler wileńskim melomanom. 1860 za obopólną zgodą ze spółki wystąpił A. Krall, który już od kilku lat nie zajmował się wytwórnią. Fabryka wraz z zapasami przejął Seidler, a pozostały majątek, zgromadzony w dągu 30 lat (2 domy frontowe z oficynami i innymi zabudowaniami na posesji przy ul. Marszałkowskiej 1372), podzielono na 2 części. Renomowaną nazwę firmy zachowano. Po śmierci J. Seidlera (1862) tę największą wówczas wytwórnie Kongresówki przejął syn Teofil. W następnym okresie firma święciła triumfy — nagrody m.in. na wystawach: 
- Moskwa 1865 — wielki srebrny medal za fortepian z mechaniką systemu Herza (z podwójną repetycją), strunami „w nowy sposób nawiązanymi" (2 struny na jeden kołek zaczepowy), strojnicą opancerzoną, fornirowany palisandrem (nr seryjny 3136)
- Petersburg 1870 — wielka złoty medal za fortepian koncertowy systemu steinwayowskiego (rama odlewana wraz z 6 wspornikami i opancerzeniem strojnicy, agrafy dla całego naciągu, układ krzyżowy, mechanika repetycyjna) i fortepian gabinetowy z mechaniką wiedeńską (rama pół-metalowa z 4 wspornikami)
- Moskwa 1872 — medal złoty
- Paryż 1872 — medal srebrny
- Wiedeń 1873 — medal za postęp i medal srebrny na wstędze św. Stanisława za fortepian koncertowy, fornirowany hebanem, zdobiony płaskorzeźbami i inkrustacją metalem w stylu greckim według projektu Leona Myszkowskiego (koncertowali na nim m.in. Ludwik Saar i J. Ungar)
- Filadelfia 1875 — zasługi za fortepian salonowy
- Paryż 1878 — wielki medal srebrny za fortepian seryjny, czarny, zdobiony złoconymi brązami przez J. Łopieńskiego (koncertowali na nim A. Kątski, D. Magnus i J. Zarębski, a angielskie pismo „The London and Provincial Trades Review" nazwało firmę „polskim Pleyelem"
- Moskwa 1882 — nadanie herbu państwa (za fortepian fornirowany palisandrem)
- Warszawa 1886/87 — dyplom zasługi
- Paryż 1889 — złoty medal.
Firma prezentowała również dwa fortepiany, palisandrowy i orzechowy z mechaniką angielską ulepszoną (w tym 7 1/4-oktawowy, nr seryjny 3320) na wystawie paryskiej 1876, gdzie zwróciły uwagę cesarzowej Eugenii. Na wystawę paryską 1878 przedstawiono do nagrody 12 zasłużonych pracowników fabryki: „Malinowski, Vogel, Biernacki, Dutkiewicz, Bęczkowski, Górnicki, Kostrzewski, Kupczyński, Radziszewski, Zeidler Fr. Sierakowski, Wójcikawski". Wobec żądania przez organizatorów zredukowania listy Seidler ogłosił ją w „Kurierze Codziennym". W tym czasie zatrudniano również C. Szczerbińskiego. Na wystawie paryskiej 1889 nagrodzono medalami srebrnymi zasłużonych prac. Kupczyka i Szneidera. Na początku 1866 wytwórnia ukończyła instrument nr 3218. 1870 zatrudniano ponad 30 osób z produkcją ponad 120 instrumentów, 1871 (okres kryzysu ekonomicznego) — 18 osób, w tym 5 cudzoziemców z produkcją za 18.000 rb. (6 warsztatów stolarskich, wartość zużytych materiałów 10.000 rb., wartość zakładu 45.000 rb., płace 6.800 rb.), 1873—51 osób z produkcją za 68.000 rb., 1877—40 osób; 1878—ok. 50 osób — produkcja ok. 170 instrumentów, 1879 — 38 osób zbudowało 108 instrumentów za 56.000 rb., 1880 — 39 osób, produkcja wartości 58.000 rb., 1881 — 57 pracowników zbudowało ok. 180 instrumentów (1/3 na eksport do Rosji i mniej do innych krajów), 1884 — 31 osób zbudowało 98 instrumentów za 48.000 rb., 1887 — 40—50 pracowników zbudowało instrumenty za 60.000 rb. Ogółem ta najlepsza i najbardziej znana w kraju wytwórnia zbudowała ok. 6000 instrumentów, z których wiele zachowało się do dziś w zbiorach prywatnych i muzealnych. Pod koniec XIX w. firma zbankrutowała. Instrumentalog J. Hirt zaliczył ją do ważniejszych wytwórni fortepianów na świecie przed 1880.

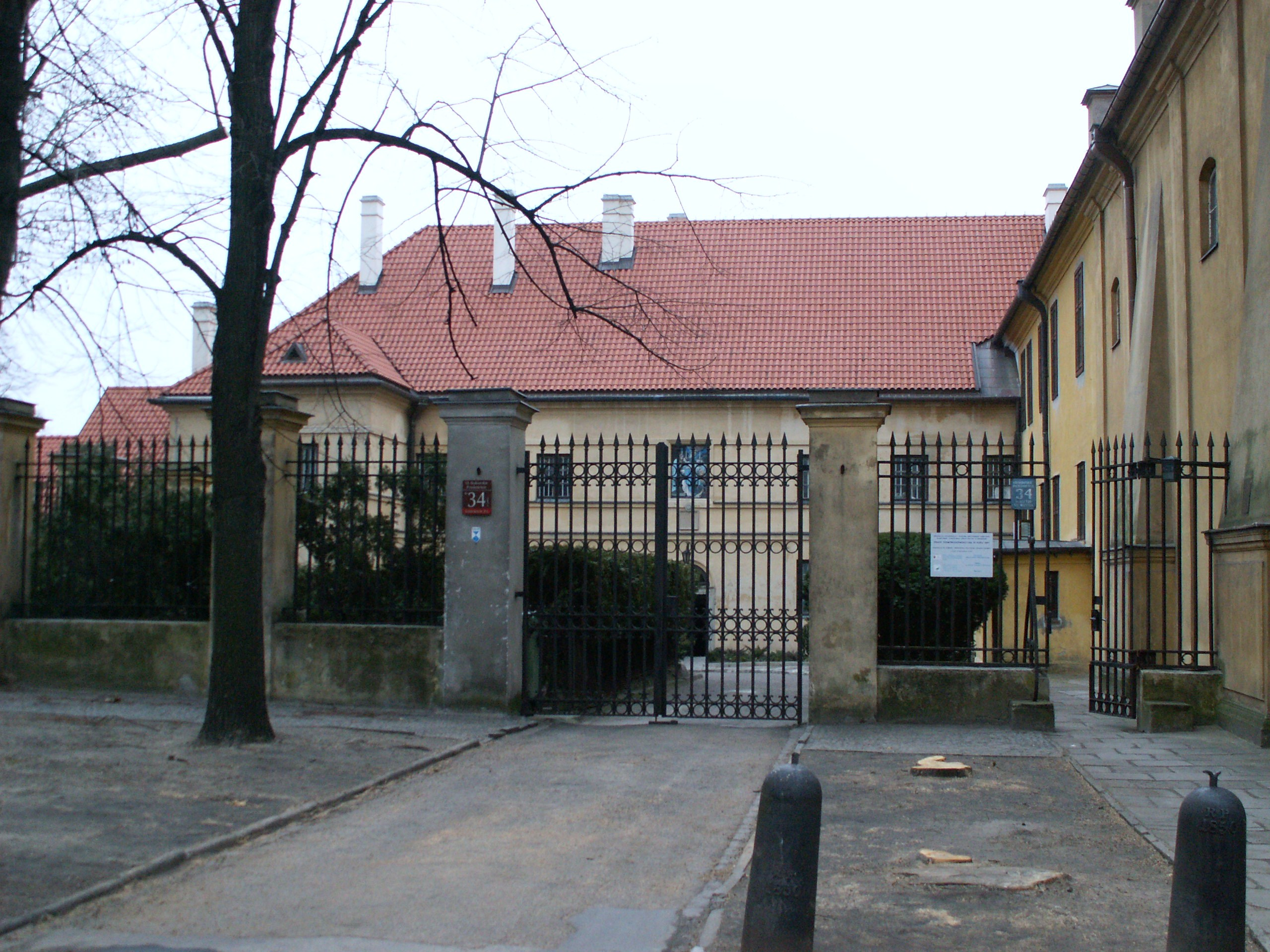
Jedna z siedzib wytwórni w Warszawie, obecnie Krakowskie Przedmieście 34

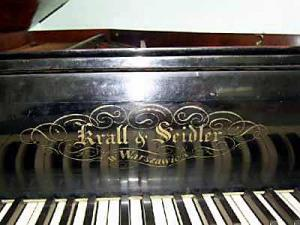
Fortepian Krall i Seidler

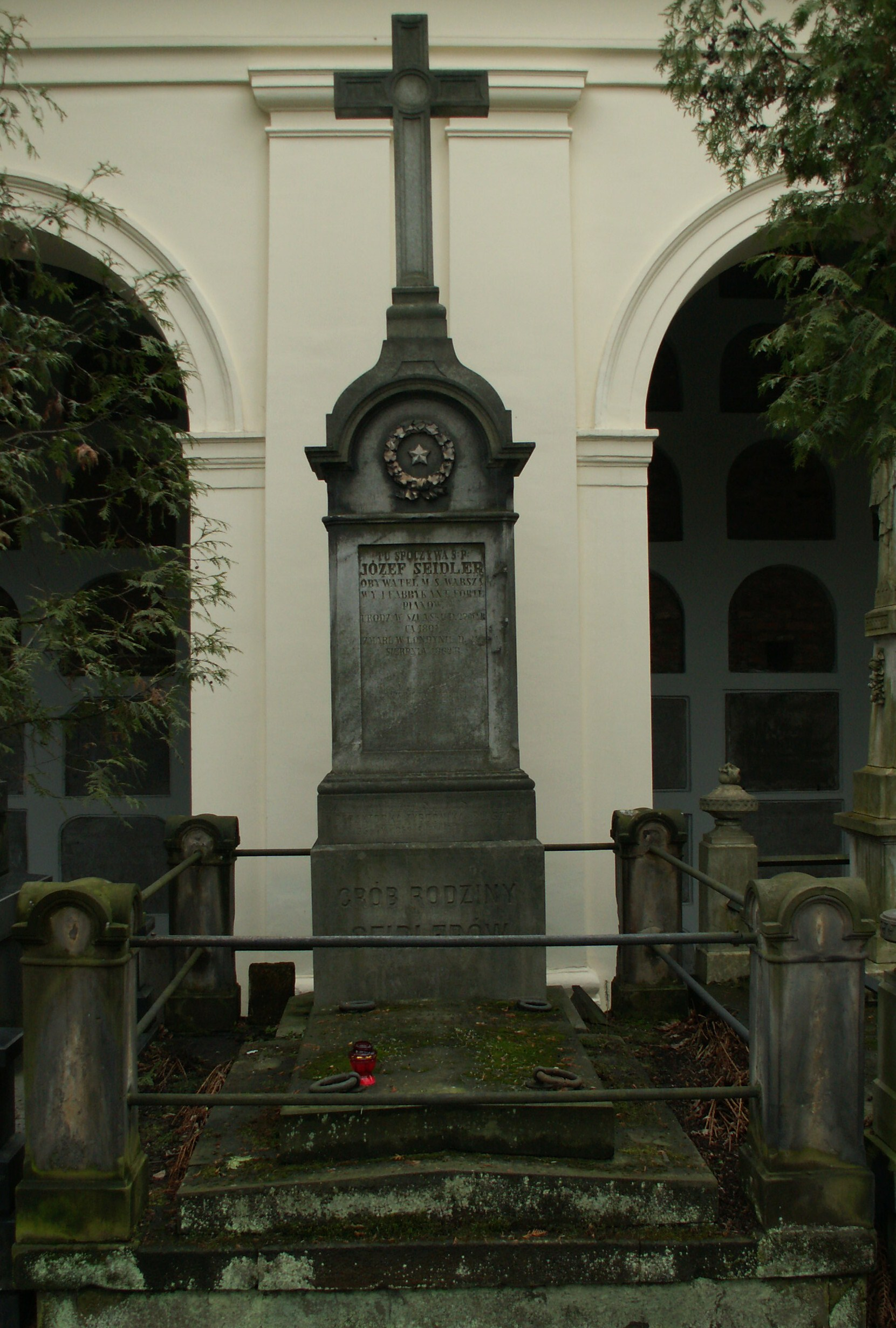
Grób Józefa Seidlera na warszawskich Powązkach ..."Tu spoczywa ś.p. Józef Seidler obywatel M.S. Warszawy oraz fabrykant fortepianów"...

## Numery seryjne produkcji
ok. 1835 — 40 r.— 315
1845 r.— 650 — 750
1847 r.— 901
1850 r.— 1046
1858 r.— 1578
1859 r.— 1595 — 1718
1860 r.— 1749
1863 r.— 2959
1864 r.— 3047
1865 r.— 3217
1866 r.— 3320
1867 — 68 r.— 3482
1868 r.— 3494
1869 r.— 3530
28.X.1870 r. — 3618
1871 r.— 3759
1873 — 74 r.— 4087
1874 r.— 4171
1875 r.— 4376
1876 r.— 4420
1882 — 83 r.— 4848
1887 r.— 5250
1890 r.— 5291
1891 r.— 5375
Na podstawie książki B. Vogla "Historia muzyki polskiej" tom X "Fortepian polski"